# Heliconius cethosia
Heliconius cethosia är en fjärilsart som beskrevs av Adalbert Seitz 1913. Heliconius cethosia ingår i släktet Heliconius och familjen praktfjärilar. Inga underarter finns listade i Catalogue of Life.